# Roland Ernst
Roland Ernst (* 11. November 1936 in Heidelberg; † 24. Juli 2023) war ein deutscher Immobilienunternehmer und Projektentwickler.

## Leben
Er wuchs in einer Möbelfabrikantenfamilie in Eschelbronn auf, machte Abitur und studierte einige Semester Betriebswirtschaft und Jura. 1959 baute er einen Möbelvertrieb mit Beständen seines Vaters auf. Gleichzeitig betätigte er sich im Immobiliengeschäft und gründete 1969 das Unternehmen Roland Ernst Planung und Finanzierung gewerblicher Grundstücke, das 1986 nach Heidelberg verlagert wurde. Mit ihm baute er Hallen, Lagerhäuser und Kaufhäuser, zunächst in Deutschland, später in Sydney, Tokyo und Florida.
Nach der Wiedervereinigung brachte ihn Bundeskanzler Helmut Kohl mit dem Chef der Treuhandanstalt Detlev Rohwedder in Berlin zusammen und äußerte den Wunsch „1000 Baukräne sollen dort einmal in den Himmel ragen“. Ernst sagte dem Vorhaben zu. Für die meisten Projekte gründete er mit Partnern Joint Ventures und versuchte sie schnellstmöglich weiterzuverkaufen. Einen privaten Wohnsitz nahm er in den selbst sanierten Hackeschen Höfen. Auch in Leipzig und Dresden führte er Großbauvorhaben durch. 1997 wurde Ernst wegen eines Scheingeschäftes mit der Sachsenmilch über 38 Millionen Mark zu 630.000 Mark Geldstrafe verurteilt. Ende der 1990er Jahre besaß er über 160 Gesellschaften, beschäftigte etwa 2000 Mitarbeiter und setzte etwa zehn Milliarden Deutsche Mark um. Im Herbst 1999 wurde sein Bauimperium von der Adler Real Estate AG übernommen. Im März 2000 wurde er wegen Betrugsverdachts verhaftet, saß vier Tage in Untersuchungshaft und wurde nach einem mehrjährigen Prozess zu schließlich 1,5 Jahren Haft wegen Untreue und Bestechung auf Bewährung verurteilt. Im Mai 2000 stellte er einen Insolvenzantrag wegen drohender Zahlungsunfähigkeit. Im Anschluss wurde das Insolvenzverfahren über sein Vermögen beim Amtsgericht Heidelberg – Insolvenzgericht – (Az.: K 51 IN 86/00) eröffnet. Das Insolvenzverfahren wurde durch Beschluss vom 7. Januar 2016 nach rechtskräftiger Bestätigung des Insolvenzplanes aufgehoben.
Roland Ernst lebte wieder in Heidelberg. Er war Geschäftsführer der Roland-Ernst-Projektentwicklung, die dort eine umstrittene Erweiterung des Marriott-Hotels in der Vangerowstraße am Pentapark entwickelte.

## Projekte

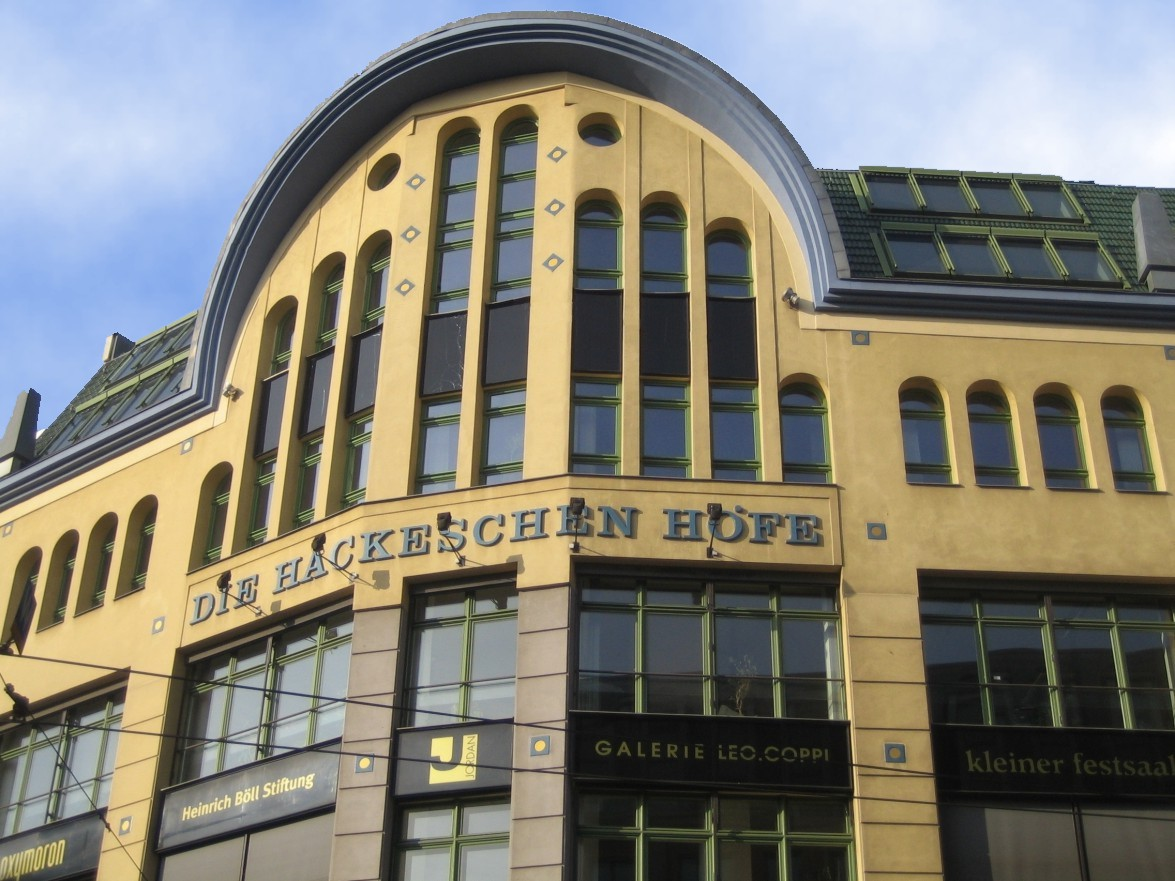
Teil des Eingangsgebäudes der Hackeschen Höfe in Berlin

- Gewerbepark Techno Terrain Teltow in Teltow, 1990 ff
- Die Oberbaum City, Berlin-Friedrichshain, 1993–2000, zusammen mit der Hypovereinsbank
- Brockhaus Zentrum Leipzig 1992–1994 zusammen mit der Deutschen Bank und Erben Brockhaus
- Ostplatzakaden Leipzig 1994–1996 zusammen mit Walter Bau AG
- AEW Berlin 1992–1997 zusammen mit Walter Bau AG
- Die Hackeschen Höfe, Berlin, Spandauer Vorstadt, 1994–1997
- Dresdner Bank Chemnitz 1995–1997 zusammen mit der Dresdner Bank
- Dresdner Bank Dresden 1994–1996 zusammen mit der Dresdner Bank
- Galeries Lafayette, Berlin 1996
- Bahnhofspassagen Potsdam, 1997
- Bebauung gegenüber dem Deutschen Dom am Gendarmenmarkt, Berlin 1994
- Die Treptowers, Berlin Alt-Treptow, 1998
- Das Neue Kranzler-Eck am Kurfürstendamm, Berlin 2000
- Park Kolonnaden am Potsdamer Platz, Berlin 2000–2002